# Fallout: New Vegas
Fallout: New Vegas är ett action/rollspel som utvecklats av Obsidian Entertainment och som lanserades under oktober 2010. Spelet offentliggjordes av Bethesda Softworks i London den 20 april 2009. Spelet liknar Fallout 3, men det är ingen uppföljare till detta. Spelet liknar varken Fallout Tactics eller Fallout: Brotherhood of Steel i spelstilen. Pete Hines från Bethesda Softworks förklarade det med orden "Det är inte en uppföljare till Fallout 3. Det är bara ett annat spel inom samma universum [...] Det är inte Fallout Tactics, det är inte Brotherhood of Steel; det är ett annat RPG". Spelets handling centreras runt ett postapokalyptiskt Las Vegas. En teaser för spelet släpptes den 4 februari 2010, med musik av Frank Sinatra, och senare en trailer den 11 juni 2010.
Spelets handling äger rum tre år efter handlingen i Fallout 3 och har en snarlik rollspelsupplevelse, men ingen av karaktärerna ifrån Fallout 3 är närvarande i Fallout: New Vegas.
Ett problem med Xbox 360-versionen av spelet uppstod i april 2011 när patchen 1.3 släpptes. Några av de problem som uppstod var systemkrascher och korrupta sparfiler, men senare samma månad löstes problemet med en ny patch. När Fallout 4 utannonserades i juni 2015 ökade tillfälligt försäljningen av Ultimate Edition av New Vegas med 409% på Amazon.com:s lista Amazon Movers & Shakers.

## Handling

### Bakgrund
Fallout: New Vegas utspelar sig år 2281 i en region som omger den före detta staden Las Vegas (som nu heter "New Vegas"), ungefär fyra år efter händelserna i Fallout 3 och ungefär 204 år sedan The Great War 2077. I spelets början försöker tre stora fraktioner ta kontroll över New Vegas och dess omgivning – New California Republic (NCR), Caesar's Legion och Mr. House. NCR är en expansionistisk och demokratisk federation som leds av president Aaron Kimball (röst av Monte Markham). Sedan deras tidigare framträdande i Fallout 2 har NCR blivit för stort och misskött, men deras expansion österut har givit dem möjligheten att ta kontroll över stora delar av Mojaveöknens territorier. Det enda hotet mot deras expansion kommer från Caesar's Legion, en totalitär diktatur inspirerat av romerska riket och som styrs av dess medgrundare och diktator Caesar (röst av John Doman), som har erövrat och förenat 86 stammar öster om Mojave Wasteland och som nu planerar att erövra New Vegas. Fyra år före spelets början var NCR och Caesar's Legion i konflikt med varandra för kontrollen över Hooverdammen, ett viktigt landmärke som förser New Vegas med elektricitet. En ytterligare spelare som själv vill ta kontrollen över Hooverdammen är Mr. Robert House (röst av René Auberjonois), en gåtfull industriman och uppfinnare som är de facto härskare över New Vegas, och styr över en armé av Securitron-robotar som patrullerar staden. Mr. House smider sina planer samtidigt som NCR och Caesar's Legion förbereder sig för en ny, oundviklig konflikt om kontrollen över dammen.
Majoriteten av spelet utspelar sig i Mojave Wasteland, som täcker delar av de före detta amerikanska staterna Kalifornien, Nevada och Arizona. Samtidigt med de tre huvudsakliga fraktionerna har regionen också ett antal mindre fraktioner, bland annat Boomers – en stam bestående av tungt beväpnade före detta Vault-invånare som etablerat en bosättning vid Nellis Air Force Base; Powder Gangers – en våldsam grupp av förrymda fångar; Great Khans – en stam bestående av knarklangare och plundrare; och Brotherhood of Steel – kvarlevor av den amerikanska armén som försöker säkra all teknik som de anser kan orsaka stor skada. Utöver Hooverdammen och Nellis Air Force Base har regionen andra sevärdheter, såsom Vault-skyddsrum och solenergianläggningen HELIOS One.

### Synopsis
Spelets huvudperson heter Courier, och arbetar som kurir för Mojave Express. Spelet börjar med att Courier blir kidnappad av en gangster vid namn Benny (röst av Matthew Perry); Courier var på väg till New Vegas för att leverera ett mystiskt objekt i form av en spelmarker vid namn "Platinum Chip". Benny skjuter Courier i ansiktet, lämnar denne för att dö i en grav, och stjäl chipet. Men Courier blir räddad av en Securitron vid namn Victor (röst av William Sadler) och läks av doktor Mitchell (röst av Michael Hogan) i Goodsprings. Courier ger sig sedan av på en resa runt Mojave Wasteland för att leta efter Benny och konfrontera honom.
Spelet fortskrider enligt Couriers val och omfattar flera olika händelser, fraktioner och karaktärer. Huvudberättelsen handlar om Couriers jakt efter Benny, dels för att hämnas på honom och dels för att hämta tillbaka Platinum Chip. Längs vägen möter Courier flera grupper av människor med olika problem som Courier kan välja att bistå, ignorera eller på annat sätt sabotera, vilket resulterar i antingen positiv eller negativ karma samt förändrat anseende hos de olika grupperna. Senare, efter att ha hittat Benny och återtagit chipet, befinner sig Courier i en konflikt mellan tre stora fraktioner: Caesar's Legion, New California Republic (NCR) och Mr. House. Dessa tre grupper försöker ta kontrollen över Hooverdammen, som fortfarande är verksam och levererar elektricitet och rent, icke-bestrålat vatten till Mojave Wasteland. Den som erövrar dammen har därmed kontrollen över hela regionen. Det visar sig att Mr. House, som är en människa från tiden före The Great War och som överlever med hjälp av en livsuppehållande kammare, beställde leveransen av Platinum Chip kort innan krigets början. Chipet är en datalagringsenhet med ett program som kan uppgradera Securitron-robotarnas stridseffektivitet. Chipet blev stulet av Benny som en del av hans plan att ta kontroll över Houses säkerhetssystem och ta över New Vegas med hjälp av en omprogrammerad Securitron vid namn Yes Man (röst av Dave Foley).
Courier får veta att Caesar's Legion planerar en attack mot Hooverdammen, och han måste delta i striden för att avgöra dess resultat. Legionen anfaller dammen, som leds av den fruktade Legate Lanius (röst av Mitch Lewis), och NCR försvarar den under general Lee Olivers (röst av Emerson Brooks) befäl. Beroende på vilken fraktion som Courier är allierad med innan striden kan Courier antingen förstöra dammen så att ingen fraktion kan göra anspråk på den, erövra den för Caesar's Legion, försvara den för NCR eller koppla dammens system till Houses nätverk så att han eller Yes Man kan ta kontroll över den.

### Slut
Spelaren står inför ett val som avgör ödet för Mojave Wasteland och dess invånare.
- New California Republic – Om spelaren allierar sig med NCR kommer Courier försvara Hooverdammen mot Legion. Courier måste också leda ett anfall mot Legates läger, där spelaren har valet att antingen övertyga Legate Lanius att avsluta striderna på ett fredligt vis, eller att döda honom. NCR vinner striden och annekterar New Vegas och hela Mojave Wasteland.
- Caesar's Legion – Om spelaren allierar sig med Caesar's Legion kommer Courier hjälpa till i anfallet mot Hooverdammen. Courier måste ta sig in i Olivers högkvarter, där spelaren har valet att antingen övertyga honom att dra sig tillbaka för sina soldaters skull, eller att döda honom. Legion intar Hooverdammen, vilket tvingar NCR att dra sig tillbaka, så att Caesar's Legion tar kontrollen över New Vegas och Mojave Wasteland.
- Mr. House – Om spelaren allierar sig med Mr. House kommer Courier att ta sig in i Hooverdammens kontrollrum och installera ett kontrollchip för att kunna ge kraft till en armé av Securitron-robotar. Courier måste antingen övertyga både general Oliver och Legate Lanius att dra sig tillbaka, eller döda dem båda. Mr. House och hans Securitron-robotar driver bort både NCR och Legion från Hooverdammen, tar kontroll över det och konsoliderar sin makt över New Vegas.
- Yes Man – Om spelaren allierar sig med Yes Man kommer Courier att gå ensam (om Courier hjälper Yes Man att ta över New Vegas och Mr. Houses Securitron-robotar) och ta över Hooverdammen för sig själva. Courier måste antingen övertyga både general Oliver och Legate Lanius att dra sig tillbaka, eller döda dem båda. Courier och Yes Man tar så småningom kontrollen över Hooverdammen, och samtidigt garanteras New Vegas självständighet.

Spelet avslutas med ett bildspel som skildras av spelets berättare (röst av Ron Perlman) och av vissa övriga karaktärer i spelet, och som förklarar resultaten av Couriers handlingar, striden om Hooverdammen som avgör vilken fraktion som tar makten över New Vegas och Mojave Wasteland, och konsekvenserna för de övriga fraktionerna samt vissa karaktärer baserat på hur spelaren har interagerat med dem och hur mycket makt de stora fraktionerna fick efter striden om Hooverdammen.

## Gameplay
Spelets spelsätt är utformat som Fallout 3, men vissa ändringar har gjorts. Spelets stridssystem har modifierats så att det känns mer som en förstapersonsskjutare, inklusive förmågan att använda visirlinje på vissa vapen.
Det så kallade SPECIAL-systemet (vilket är spelets karaktärssystem) från Fallout 3 är tillbaka, som inkluderar nya talalternativ och uppdrag. Till skillnad från Fallout 3 så finns karaktärsdrag (Traits) tillgängliga att ta, och extraförmåner (Perks) erhåller man på varannan nivå i spelet istället för varje nivå. Även stridssystemet Vault-Tec Assisted Targeting System, även känt som V.A.T.S, är tillbaka från Fallout 3. Det är ett speciellt stridssystem där spelaren kan pausa i realtid direkt under striden. V.A.T.S. gör också så att de blodiga dödsfallen för fienderna i spelet kan visas i slow motion och med stor detaljrikedom. Med V.A.T.S. kan spelaren sikta med sitt vapen på specifika kroppsdelar på fienden och orsaka ett visst antal skada. Till skillnad från Fallout 3 kan man nu använda specialattacker med närstridsvapnen i spelet med hjälp av V.A.T.S. Spelare tar mer skada med V.A.T.S. än i Fallout 3, vilket gör att man dör enklare när man använder V.A.T.S.
Karma-systemet är också tillbaka, ihop med ett Reputation-system liknande från Fallout 2. Reputation (sv. Rykte) är en form av relationssystem med fraktionerna och städerna i Fallout: New Vegas. När spelaren har en bra relation med en fraktion eller stad kan man få förmåner, såsom gåvor från fraktionen eller stadens befolkning. Men när man har ett dåligt rykte kan det leda till att fraktionerna och städerna blir fientliga mot spelaren. Karma i New Vegas har en mycket liten effekt jämfört med Fallout 3, eftersom spelarens rykte avgör hur folket kommer att reagera på spelaren.
I detta spel kan spelaren nu modifiera sitt vapen genom att lägga till vapentillbehör som kikarsikte, ytterligare magasin o.s.v. Till de flesta vapen får man ha minst tre tillbehör vilka permanent fästs vid vapnet, så att man inte kan ta bort vapentillbehören när man satt dit dem. Det finns också unika vapen (som infördes i Fallout 3); men unika vapen kan i de flesta fall inte modifieras.
Staden New Vegas samt andra mindre bosättningar i spelet har en mängd färgglada spelklubbar och kasinon där man kan spela olika sorters hasardspel; som Blackjack, Roulette, Enarmad bandit och kortspelet Caravan (som dock inte spelas inom kasinon). Tur är en stor faktor när det kommer till hasardspel. Spelaren får pengar när man vinner ett spel, och personalen i kasinot där man spelar i gratulerar spelaren och ger denne mat eller dryck och kanske en VIP-vistelse på kasinohotellet. Men om man vinner för mycket pengar kommer personalen i kasinot att misstänka detta som fusk och förbjuda spelaren att spela mer.

## Utveckling
2004 köpte Bethesda Softworks av Interplay Entertainment licensen till att utveckla och publicera Fallout 3, inklusive ett alternativ till att skapa två uppföljare. Tre år senare köpte de immaterialrätten till spelserien Fallout. Bethesda övergav det ursprungliga spelupplägget från tidigare Fallout-spel. Istället för ett isometriskt spel med turordningsbaserade strider utvecklade Bethesda Fallout 3 till ett 3D-spel med realtidsstrider och stridssystemet V.A.T.S.
Fallout 3 fick positiva recensioner och blev en kommersiell framgång när det släpptes 2008, och Bethesda beställde en uppföljare. Då Bethesdas egna utvecklare var upptagna med utvecklingen av The Elder Scrolls V: Skyrim beslutade de att kontakta Obsidian Entertainment, ett företag som grundades av flera tidigare medlemmar av Black Isle Studios, som ägdes av Interplay och utvecklade Fallout 2. Bethesda och Obsidian bestämde sig för att skapa ett spel som skulle fortsätta "Västkust"-berättelsen, istället för berättelsen i Fallout 3. Bethesda avvisade Obsidians idé om att spelet skulle utspela sig mellan händelserna i Fallout 2 och Fallout 3, men de godkände Obsidians idé om att spelvärlden skulle innehålla Las Vegas.
Fallout: New Vegas tillkännagavs i april 2009. Obsidians arbetslag inkluderade tidigare anställda från Interplay och Black Isle, såsom Josh Sawyer som var spelregissör bakom spelet och Chris Avellone som författare och regissör bakom spelets nedladdningsbara innehåll. Berättelsen i New Vegas tog mycket inspiration från det ursprungliga Fallout 3 som Black Isle utvecklade, känt under arbetsnamnet "Van Buren", som Sawyer också regisserade innan dess annullering. Det mest anmärkningsvärda exemplet är när de inkluderade Caesar's Legion, en fraktion som ursprungligen skapades för Van Buren. Obsidian inkluderade också andra fraktioner från tidigare Fallout-spel och undvek att lägga till fraktioner som var genomgående goda eller onda, utan istället som potentiella rivaler beroende på vilken väg som spelaren väljer att fullfölja.
Spelet hade en något kort utvecklingscykel på 18 månader. New Vegas efterliknar Fallout 3, eftersom båda spelen använder sig av spelmotorn Gamebryo, men arbetslaget förbättrade källkoden till Fallout 3 med vissa grafiska renderingsförbättringar och nya grafiska tillgångar, samtidigt som man omarbetade motorn för att kunna lägga till fler ljuskällor och effekter från Las Vegas Strip. Obsidian förfinade också realtidsskjutmekanikerna och tillade riktmedel som syftade till att skapa ett mer lönsamt alternativ för spelare som vill strida utan V.A.T.S., till skillnad från i Fallout 3. En PC-version av spelet är beroende av Steamworks för att få tillgång till online-funktioner såsom prestationer och molnlagring av sparade filer, samt DRM. En version utan DRM gjordes tillgänglig av GOG.com den 1 juni 2017.
Producenten Jason Bergman tillkännagav att flera amerikanska kändisar var delaktiga i spelets utveckling, bland annat Ron Perlman som spelets berättare och Wayne Newton som radioprogramledaren "Mr. New Vegas". Bergman bekräftade också att spelet skulle inkludera röstskådespel från Matthew Perry, Zachary Levi, Kris Kristofferson, Danny Trejo, Michael Dorn och Felicia Day. Arbetslaget anställde också rollsättaren och röstproducenten Timothy Cubbison, som ansvarade för att välja ut röstskådespelare och röstproduktion. Spelet slog ett nytt rekord för flest antal repliker i ett actionrollspel. Spelet innehåller omkring 65 000 inspelade repliker och slog sin föregångare och tidigare rekordhållare Fallout 3 som innehöll 40 000 repliker.
Spelets musik komponerades av Inon Zur, som även gjorde musiken bakom Fallout 3. Spelet har tre stora radiostationer med olika musikgenrer: country, populärmusik från 1940- och 1950-talen, jazz och klassisk musik. Varje station har en låtlista som upprepas slumpmässigt. Spelet innehåller även musik från de två första Fallout-spelen, som komponerades av Mark Morgan.
Den 4 februari 2010 släppte Obsidian Entertainment den första trailern till Fallout: New Vegas. En andra trailer lanserades på GameTrailers från E3 den 11 juni 2010.

## Nedladdningsbara expansioner
Samtliga expansioner till Fallout: New Vegas är utvecklade av Obsidian Entertainment och publicerade av Bethesda Softworks.

### Dead Money
Dead Money är den första expansionen till Fallout: New Vegas och den släpptes den 21 december 2010 till Xbox 360 och den 22 februari 2011 till Microsoft Windows och Playstation 3. Handlingen inkluderar en uppgörelse som går fel, där man är tvungen att samarbeta med tre andra karaktärer för att få tillbaka det som försvunnit ifrån Sierra Madre Casino.

### Honest Hearts
Honest Hearts är den andra expansionen till Fallout: New Vegas och den släpptes den 17 maj 2011 till Microsoft Windows och Xbox 360. Spelet blev dock försenat till Playstation 3 och släpptes inte förrän den 2 juni (USA) och 5 juni (Europa) samma år. Handlingen kretsar runt en resa till Utahs Zion National Park. På vägen blir ens karavan anfallen och man måste då försöka ta sig tillbaka till Mojave Wasteland. När man försöker hitta sin väg tillbaka så dras man in i ett krig och valen man gör i detta krig påverkar Zion.

### Old World Blues
Old World Blues är den tredje expansionen till Fallout: New Vegas och den släpptes samtidigt på samtliga plattformar den 21 juli 2011 i Europa. Expansionen tar sin början vid en störtad satellit som vid närmare undersökning teleporterar dig till den mystiska platsen The Big Empty (vars egentliga namn är The Big MT, där det fonetiska uttalet av "MT" låter som "Empty"). Här ska du skaffa ett antal objekt till din uppdragsgivare och du stöter på nya faror i landskapet, som till synes verkar vara ett stort laboratorium inneslutet i en glasdom. Spelvärlden är öppen och fri att utforska och spelaren har även möjlighet att återkomma till The Big Empty efter avslutat uppdrag. Expansionen har även vissa kopplingar till den första expansionen Dead Money.
Denna expansion vann i kategorin Best Expansion på Gametrailers Game of the Year Awards 2011.

### Lonesome Road
Lonesome Road är den fjärde expansionen till Fallout: New Vegas och den släpptes samtidigt på samtliga plattformar den 20 september 2011. I denna expansion kontaktas du av Ulysses, en tidigare Frumentarius of Caesar, som har upptäckt det underbara landet Divide som numera är kontrollerat av New California Republic (NCR). Caesar sänder en armé för att ta tillbaka landet och du får då i uppdrag av NCR att leverera ett paket som dock gör att fiender söker sig till Divide. Ulysses tror därför att du är ansvarig för detta och ber dig att gå in i Divide.

## Mottagande
| Mottagande | Mottagande                                                                                              |
| Samlingsbetyg | Samlingsbetyg                                                                                           |
| Tjänst | Betyg                                                                                                   |
| --- | --- |
| Gamerankings | 83.84% (64 recensioner) (Xbox 360) 83.65% (26 recensioner) (PC) 83.11% (35 recensioner) (Playstation 3) |
| Metacritic | 84/100 (81 recensioner) (Xbox 360) 84/100 (39 recensioner) (PC) 82/100 (51 recensioner) (Playstation 3) |
| Recensionsbetyg | |
| Publikation | Betyg                                                                                                   |
| Edge | [ 49 ]                                                                                                  |
| Eurogamer | [ 50 ]                                                                                                  |
| FZ | [ 51 ]                                                                                                  |
| Game Informer | (Xbox 360)                                                                                              |
| Gamepro | [ 53 ]                                                                                                  |
| Gamespot | (Xbox 360/Playstation 3) (PC)                                                                           |
| Gamespy | [ 55 ]                                                                                                  |
| Gamereactor | [ 56 ]                                                                                                  |
| IGN | (Xbox 360/Playstation 3) (PC)                                                                           |
| PC Gamer UK | 84% |
| Aftonbladet | [ 60 ]                                                                                                  |
| Svenska Dagbladet | 3/6 |
| \| Utmärkelser \| Utmärkelser \| \| Publikation \| Utmärkelse \| \| --------------------- \| ----------------------------------- \| \| IGN \| Most Bang for Your Buck of 2010[62] \| \| Golden Joystick Award \| RPG of the Year 2011[63] \| | |
| Utmärkelser | |
| Publikation | Utmärkelse                                                                                              |
| IGN | Most Bang for Your Buck of 2010                                                                         |
| Golden Joystick Award | RPG of the Year 2011                                                                                    |

Recensionerna för Fallout: New Vegas var mestadels positiva. Recensenterna berömde Fallout: New Vegas förbättringar och utökade innehåll i jämförelse med Fallout 3, men kritiserade dess tekniska problem och att det efterliknade Fallout 3.

### Försäljning
Sedan 8 november 2010 såldes Fallout: New Vegas i 5 miljoner exemplar över hela världen, med 300 miljoner dollar i intäkter. Marknadsundersökningsföretaget Electronic Entertainment Design and Research uppskattade 2015 uppskattar att Fallout: New Vegas hade sålt 11 600 000 exemplar över hela världen.